# Мах фарвардин Руз хордад
Мах фарвардин Руз хордад (Мах-и Фравардин роз-и Хордад — «В день Хордад месяца Фравардин») — текст, написанный на среднеперсидском языке в VII веке нашей эры. Он был написан ок. 607—608 гг. н. э., во время правления Хосрова II.
В этой книге описаны все события, исторически или мифически происходившие в 6-й день персидского месяца фарвардин, в частности, убийство Аджи-Дахака. Текст облечён в форму беседы Заратустры и Ахура-Мазды. Описания событий начинаются с создания первого человека и включают в себя деяния легендарного царя Джамшида. 